# Hillingdon (borough)
Hillingdon (London Borough of Hillingdon) is een Engels district of borough in de regio Groot-Londen, gelegen in het uiterste westen van de metropool. De borough telt 305.000 inwoners. De oppervlakte bedraagt 116 km².
Van de bevolking is 13,9% ouder dan 65 jaar. De werkloosheid bedraagt 2,7% van de beroepsbevolking (cijfers volkstelling 2001).

## Plaatsen en wijken in Hillingdon
- Cowley
- Harefield
- Harlington
- Harmondsworth
- Hayes
- Heathrow
- Hillingdon
- Ickenham
- Northwood
- Ruislip
- Sipson
- Uxbridge
- Yiewsley

## Bekende inwoners van Hillingdon

### Geboren
- Don Thompson (1933-2006), snelwandelaar
- Ron Wood (1947), gitarist (de Jeff Beck Group, Faces en The Rolling Stones)
- Ray Wilkins (1956-2018), voetballer en voetbalcoach
- Tim Foster (1970), roeier
- James Corden (1978), komiek
- Alfie Mawson (1994), voetballer

### Overleden
- Stanisław Sosabowski (1892-1967), generaal-majoor van de Poolse strijdkrachten